# Communauté de communes Gally Mauldre
La Communauté de communes Gally Mauldre est une communauté de communes française, située dans le département des Yvelines en région Île-de-France.

## Historique
Dans le cadre du périmètre du projet de schéma de cohérence territoriale (SCOT)  "Gally Mauldre", de nombreuses discussions entre les maires des onze communes intéressées d'Andelu, Bazemont, Chavenay, Crespières, Davron, Feucherolles, Herbeville, Mareil-sur-Mauldre, Maule, Montainville et Saint-Nom-la-Bretèche ont eu lieu et ont permis de faire apparaitre la convergence de leurs problématiques ainsi que leur engagement commun dans l’Association Patrimoniale de la Plaine de Versailles et du Plateau des Alluets (APPVPA), justifiant la création d'une structure intercommunale les regroupant, démarche validée en 2010 par les conseils municipaux concernés. Après la création en 2011 d'une association de préfiguration, les 11 conseils municipaux délibèrent tous en 2012 pour demander la création de la communauté de communes Gally Mauldre au 1er janvier 2013.
La Communauté de communes Gally Mauldre a été créée par un arrêté préfectoral du 29 juin 2012 qui a pris effet le 1er janvier 2013.

## Territoire communautaire

### Géographie
Le territoire de la communauté de communes se trouve dans la Plaine de Versailles et s’étend sur environ 9 500 hectares. Il est traversé par les plaines du ru de Gally et de la vallée de la Mauldre et se compose essentiellement de surfaces agricoles et forestières.

### Composition
En 2022, la communauté de communes est composée des 11 communes suivantes :

| Nom                   | Code Insee | Gentilé                  | Superficie (km2) | Population (dernière pop. légale) | Densité (hab./km2) |
| --------------------- | ---------- | ------------------------ | ---------------- | --------------------------------- | ------------------ |
| Maule (siège)         | 78380      | Maulois                  | 17,3             | 6 100 (2022)                      | 353                |
| Andelu                | 78013      | Andelusiens              | 3,96             | 527 (2022)                        | 133                |
| Bazemont              | 78049      | Bazemontais              | 6,59             | 1 712 (2022)                      | 260                |
| Chavenay              | 78152      | Chavenaysiens            | 6,03             | 1 741 (2022)                      | 289                |
| Crespières            | 78189      | Crespiérois              | 14,91            | 1 717 (2022)                      | 115                |
| Davron                | 78196      | Davronais                | 5,95             | 282 (2022)                        | 47                 |
| Feucherolles          | 78233      | Feucherollais            | 12,85            | 3 038 (2022)                      | 236                |
| Herbeville            | 78305      | Herbevillois             | 6,4              | 232 (2022)                        | 36                 |
| Mareil-sur-Mauldre    | 78368      | Mareillois               | 4,33             | 1 743 (2022)                      | 403                |
| Montainville          | 78415      | Montainvillois           | 4,79             | 560 (2022)                        | 117                |
| Saint-Nom-la-Bretèche | 78571      | Saint-Nommais-Bretechois | 11,74            | 4 877 (2022)                      | 415                |

### Démographie
| 1968  | 1975   | 1982   | 1990   | 1999   | 2009   | 2014   | 2020   |
| ----- | ------ | ------ | ------ | ------ | ------ | ------ | ------ |
| 8 692 | 14 134 | 18 096 | 21 347 | 21 631 | 22 401 | 21 772 | 22 184 |

## Organisation

### Siège
En 2022, la communauté de communes a son siège au sein de l'hôtel de ville de Maule situé au 3, rue des Galliens.

### Élus
La communauté de communes est administrée par son conseil communautaire, composé en 2022 de 34 conseillers communautaires représentant les  11 communes membres, soit : 

- 9 délégués pour Maule ;

- 8 délégués pour Saint-Nom-la-Bretèche ;

- 4 délégués pour Feucherolles ;

- 3 délégués pour Chavenay ;

- 2 délégués pour Crespières, Bazemont et Mareil-sur-Mauldre ;

- 1 délégué ou son suppléant  pour Andelu, Davron, Herbeville et Montainville.
À la suite des élections municipales de 2020 dans les Yvelines, le conseil communautaire du 3 juin 2020 réélit son président, Laurent Richard, maire de Maule. À la suite de sa démission, le conseil communautaire du 20 octobre 2021 a élu son nouveau président, Patrick Loisel, maire de Feucherolles, ainsi que ses six vice-présidents :  
1. Laurent Richard, maire de Maule et conseiller départemental du canton d'Aubergenville, délégué aux affaires générales et financières, aux relations institutionnelles extérieures, à la gestion du cinéma Les 2 Scènes et à la politique GEMAPI ;
2. Gilles Studnia, maire de Saint-Nom-la-Bretèche, délégué au développement de la stratégie de la communication intercommunale, aux nouvelles techniques d’information et de communication (NTIC) et au suivi de la stratégie d’aménagement de la gare de Saint-Nom-La-Bretèche et de ses abords ;
3. Adriano Ballarin, maire de Crespières, délégué au développement économique et à l’aménagement ;
4. Myriam Brenac, maire de Chavenay, déléguée au transport, aux déplacements et aux circulations douces ;
5. Jean-Bernard Hetzel, maire de Bazemont, délégué à l’environnement, au développement durable et à l’instruction du droit des sols ;
6. Nathalie Cahuzac, maire de Mareil-sur-Mauldre, déléguée aux équipements culturels et sportifs, aux CLSH, aux actions en faveur du sport, de la jeunesse et des séniors.

Le bureau communautaire pour la fin de la mandature 2020-2026 est constituée du président, des six vice-présidents, de deux conseillers communautaires délégués (Olivier Ravenel, maire d'Andelu et Michel Delamaire, adjoint au maire de Feucherolles) et des trois autres maires de la Communauté de communes (Damien Guibout, maire de Davron, Vincent Gay, maire d'Herbeville et Eric Martin, maire de Montainville),.

### Liste des présidents
| Période         | Période                   | Identité          | Étiquette | Qualité |
| --------------- | ------------------------- | ----------------- | --------- | --- |
| 8 janvier 2013  | 17 avril 2014             | Manuelle Wajsblat | UMP       | Directrice d'études Maire de Saint-Nom-la-Bretèche (2008 → 2014) |
| 17 avril 2014   | 20 octobre 2021           | Laurent Richard   | UMP → LR  | Consultant en fusion-acquisition d'entreprises Maire de Maule (2008 → ) Vice-Président du Conseil départemental des Yvelines (2021 → ) Conseiller départemental du canton d'Aubergenville (2015 → ) Vice-Président de la Communauté de communes Gally Mauldre (2013 → 2014 et 2021 → )               |
| 20 octobre 2021 | En cours (au 24 mai 2022) | Patrick Loisel    | LR        | Professeur de métallurgie dans l'enseignement supérieur à la retraite Maire de Feucherolles (2008 → ) Président de l'Association Patrimoniale de la Plaine de Versailles et du Plateau des Alluets (APPVPA) (2012 → ) Ancien Vice-Président de la Communauté de communes Gally Mauldre (2013 → 2021) |

### Compétences
L'intercommunalité exerce les compétences  qui lui ont été transférées par les communes membres, dans les conditions déterminées par le  code général des collectivités territoriales. En 2022 ces compétences sont : 
- Développement économique : nouvelles structures immobilières d’accueil des entreprises ; actions en faveur du développement des commerces de proximité et du développement touristique ;
- Nouvelles technologies de l’information et de la communication (NTIC) : développement et accès au Très haut débit sur le territoire intercommunal ;
- Aménagement de l’espace :  instruction communautaire des autorisations d’urbanisme (permis de construire…) et schéma de cohérence territoriale (SCOT) ;
- Protection et mise en valeur de l’environnement : collecte, traitement et valorisation des déchets des ménages et déchets assimilés, étude et réalisation d’un schéma d’assainissement et d’un schéma directeur de l’eau potable ;
- Logement et cadre de vie : élaboration et suivi du programme local de l’habitat intercommunal, actions et aides aux communes en faveur du logement social ;
- Culture, sports et loisirs : étude, construction, aménagement et gestion des futurs équipements culturels, sportifs et de loisirs ;
- Actions sociales :  nouvelles structures destinées à la petite enfance, centres de loisirs sans hébergement et création d’un pass-jeune, services de maintien à domicile des personnes âgées, maison d’accueil rurale pour les personnes âgées et/ou isolées (MARPA) ;
- Transports : organisation à venir des services de transports collectifs sur le territoire, schéma directeur des circulations douces.

### Régime fiscal et budget
La communauté de communes est un établissement public de coopération intercommunale à fiscalité propre.
Afin de financer l'exercice de ses compétences, l'intercommunalité perçoit la fiscalité professionnelle unique (FPU) – qui a succédé à la taxe professionnelle unique (TPU) – et assure une péréquation de ressources entre les communes résidentielles et celles dotées de zones d'activité.
Elle ne reverse pas de dotation de solidarité communautaire (DSC) à ses communes membres.

## Projets et réalisations
Conformément aux dispositions légales, une communauté de communes a pour objet d'associer des « communes au sein d'un espace de solidarité, en vue de l'élaboration d'un projet commun de développement et d'aménagement de l'espace ».
Transports
L'intercommunalité a lancé le 2 janvier 2018 le service de transport à la demande à réservation préalable Flexigo, opéré par Transdev et venant compléter des lignes régulières.
Il dessert les gares de Saint-Nom-la-Bretèche - Forêt de Marly, de Mareil-sur-Mauldre, de Plaisir - Grignon et de Maule, les centres-villes des onze communes concernées, les équipements sportifs ainsi que la pépinière d'entreprises de la briqueterie de Feucherolles.